# Buddhista Misszió
A Buddhista Misszió Magyarország első bejegyzett, hivatalos buddhista intézménye, amely Hetényi Ernő szervezésében alakult meg 1952-ben. A magyarországi buddhizmus egyik egyházi közösségének működése a mai napig szorosan összefügg az Árja Maitréja Manadal Renddel.
A Buddhista Misszió tagja az Európai Buddhista Uniónak.

## Története
Az Árja Maitréja Mandala (ÁMM) rendet 1933-ban alapította a német származású Láma Anagarika Govinda az indiai Dardzsilingben. Ennek nyugati ágát 1952-ben alapította meg ugyancsak ő. Hetényi Ernő (egyházi nevén Láma Dharmakírti Padmavadzsra) Németországban szerzett hivatalos elismerést az ottani ÁMM-nél, hogy önmaga is önállóan hozhasson létre vallási közösséget. A Buddhista Misszió alapításának időpontját ez a dátum jelöli: 1952. február 18. A magyarországi közösséget végül a magyar állam hivatalosan csak 1957 során ismerte el. Érdekes, hogy ebben az időszakban Magyarországon ún egyházat ismertek el, miközben más vallási közösségeket éppenhogy ellehetetlenítettek éppen. Ennek okára különböző magyarázatok léteznek. Farkas Attila Márton két dolgot valószínűsít. Az egyik Hetényi "üldözött és ellenálló múltja" lehetett. A másik ok a békés buddhizmus sztereotípiája, amelyet remekül tudtak használni a szocializmus idején propagandacélokra. Az a szemlélet járta, hogy a buddhista egyszerre más vallás híve is lehet.
A Buddhista Misszió és az ÁMM rend közösen alapította meg a Kőrösi Csoma Sándor Buddhológiai Intézetet, melyet a 2500 éves Buddha-évforduló (Dzsajantí) ünnepségei keretében avattak fel 1956-ban Berlinben (1990-ig működött).
A szocialista időszakban Kőrösi Csoma Sándor, a nagy magyar felfedező alakja jelentős szimbólummá vált a magyar buddhizmus hivatalos intézményei számára. Az emléktáblák felállításával emlékeztek rá Teheránban és a vietnami Vung-tauban, valamint a 49. szentté avatásának évfordulóján egy sztúpát állítottak Budapesten (lásd: A Magyar Bodhiszattva sztúpája), amelyben Kőrösi Csoma szülőházának földjét és néhány diótermést helyeztek el, valamint a történeti Buddha tanítása helyszínéről, az indiai Szárnáthból is földet hoztak. Emellett 108 példányban kiadtak egy emlékplakettet a születésének 200. évfordulójára, és a Buddhista Misszió oktatási intézetét is róla nevezték el. Később még egy második sztúpa is emelésre került Tar községben Kőrösi Csoma Sándor emlékének (lásd: Kőrösi sztúpa).
A Buddhista Misszió jó ideig nem lépi át a szűkebb ismertségi kör határait. A hetvenes években nagy áttörést jelentett, hogy megjelent a "Kőrösi Csoma Sándor Intézet Közleményei" címen nyomtatott időszaki kiadványa, amelyben hol tanulmányok, hol szent szövegek fordításai szerepeltek. A nyolcvanas évektől megjelent a könyvkiadás is, amely az egyre nyíltabb létezés kinyilatkozása volt.
Az 1980-as évek egy stabil és ígéretes időszak volt. Ebben az időszakban kialakult egy sajátos szellemi közösség a Kőrösi Csoma Sándor Intézet keretein belül. Ennek a kezdeményezésnek a létrejötte három ember személyes barátságának volt köszönhető. Egyikük magánlakásában zajlott a Kőrösi Csoma Sándor Buddhista Intézet előadásainak és tanfolyamainak nagy része, mintegy négy éven át. Dobosy Antal a zenéről tartott előadásokat, Mireisz László különböző ősi vallások szimbólumrendszeréről és az asztrológia világnézetéről, valamint Takács László különböző indiai filozófiai rendszerekről, szentiratok exegézisével együtt. Kicsit később Tengl-Takács László elindított egy szanszkrit tanfolyamot is. Ugyancsak az egyiküknek volt egy tanyája a Bükkben, Szilvásvárad közelében – később közös tulajdonává vált – amely a buddhisták egy része számára ismert elvonulási hellyé vált. A tanya neve Uszó volt, amely később egy hat számot elérő periodika neve is lett.
A nyolcvanas évek derekán Magyarországra érkeztek az első külhoni buddhista tanítók. Alexander Berzin volt az első tanító, aki New Yorkból érkezett, és nagy tisztelet és áhítat övezte megjelenését. Az általa ajánlott gyakorlatok és tanítások azonban sokak számára nem tűntek újdonságnak vagy mélyebb értelmet hordozónak. Az év második részében egy tibeti szerzetes érkezett Svédországból (Láma Ngawang és Láma Csöpel), és bár politikai okok miatt nem fogadta el a Buddhista Misszió, előadást tartott magánlakásban és ellátogatott az Uszóra. Ő közvetlenebb és kedvesebb volt, és bár az előadása hasonló volt Berzinhez, autentikusabbnak tűnt a tibeti hagyomány közvetítésében. Ezen események megalapozták egy új tibeti irányzatú buddhista közösség kialakulását.
1989-ben Hetényi Ernőt leváltották a magyarországi rendvezetői posztról az ÁMM német rendfőnökének döntésével, és helyére Pressing Lajost nevezték ki. Pressing és német felesége határozottan irányították a rend ügyeit, de ez a határozottság a rend magyarországi ágának és a Buddhista Missziónak látványos széthullásához vezetett. Az ÁMM kelet-európai tagjainak felvételét felülvizsgálták, és a korábbi felvételeket a német központ nem ismerte el, követelve a tagoktól, hogy "bizonyítsák méltóságukat" a tagságra. Az eljárás során a Hetényi által kiadott doktori címek is felülvizsgálatra kerültek, és néhányukat visszavonták. A változások mögött az is állhatott, hogy a régi vezetés képtelen volt alkalmazkodni a gyorsan változó körülményekhez, mivel a buddhista intézmények jelentős anyagi bázist képviseltek és lehetőséget biztosítottak azoknak, akik ki tudták használni az új kihívásokat, például az állami támogatásokat és az üzleti lehetőségeket, mint a Buddhista Misszió könyvkiadása, amely hamarosan magánkézbe került.

## Magyarországi Árja Maitréja Mandala Egyházközösség
Az ÁMM szertartásaiban mahajána, hinajána és vadzsrajána szövegek, ill. rituáléelemek egyaránt helyet kapnak, bár a vadzsrajána elemek domináns szerepet játszanak. Az ÁMM egyfajta "buddhista ökumenizmust" képvisel, amely a nyugati világban alakult ki. Govinda, a rend alapítója saját kulturális hagyományain keresztül értelmezte és alkalmazta a buddhizmust, hogy az megfeleljen a nyugati emberek számára. Az ÁMM vallásosságának középpontjában Maitréja Buddha, a jövendő és a szeretet buddhája imádata áll, és a vallási élet főként a szertartásokban merül ki. A rend társadalmi összetételében hasonlóságok fedezhetők fel a Zen Kvan Ummal, ahol tisztes középosztálybeliek és jobb módú vállalkozók is részt vesznek. A rend központja Németországban található, de van jelenlétük néhány távolkeleti országban és az Egyesült Államokban is. A névváltoztatás és belső konfliktusok miatt a magyarországi ÁMM ma már "egyházközösségként" működik, de továbbra is vannak oktatási és könyvkiadási tevékenységek a Buddhista Misszió keretein belül.

## Forrás
- Farkas Attila Márton – Buddhizmus Magyarországon, avagy az alternatív vallásosság egy típusának anatómiája, MTA Politikai Tudományok Intézete Etnoregionális Kutatóközpont, Budapest, 1998

## Külső hivatkozások
- Buddhizmus.hu – a Árya Maitreya Mandala buddhista rend hivatalos oldala
- dakiniland.net Buddhista Misszió 2006 ELŐADÓ/SZEREPLŐ: Lílávadzsra Pressing Lajos – A FELVÉTELT KÉSZÍTETTE: M1 Sokszínű vallás